# مض
مض أو مضيض (الاسم العلمي: Anisotes)، جنس نباتات من الإقليم المداري الإفريقي وينتمي إلى فصيلة الأقنثية.